# Ґаляховський Данило
Ґаляховський Данило, Ґалаховський Данило (1674, Глухів — 1709) — український художник, гравер. Вихованець Києво-Могилянської академії. Працював у Києві на початку XVIII століття.

## Життєпис
Освіту здобув у Києво-Могилянській академії. Навчався графіці у Олександра Тарасевича, засновника української школи гравюри на металі. Був одним з найобдарованіших його учнів.
Найкращі гравюри на міді створив у 1-ше десятиліття XVIII століття. Це — панегірики митрополитам Київським — В. Ясинському та Й. Кроковському; алегоричний портрет Петра І у панегірику Т. Прокоповича «Похвальне слово» (1709); величальні тези, присвячені гетьманові Івану Мазепі з його портретом (1708, оригінал зберігається у Варшавській бібліотеціці Красинських). Відома також композиція на титульній сторінці до «Євангелія Апракос» (1707), виконана з глибоким відчуттям краси художньої форми: на фоні краєвиду з Києво-Печерської Лаври зображений Ісус Христос на колісниці, запряженій чотирма євангельськими тваринами, нижче — постаті алегорично зображених Віри (з Хрестом), Надії (з Якорем), Любові (мати з трьома дітьми), внизу — чотири євангелісти з книгами в руках. Станкові Гравюри Ґаляховського відзначаються бездоганним рисунком, широкими композиціями.
Створюючи портрети, вдавався до метафор, алегорій, додавав геральдику, прикраси тощо.

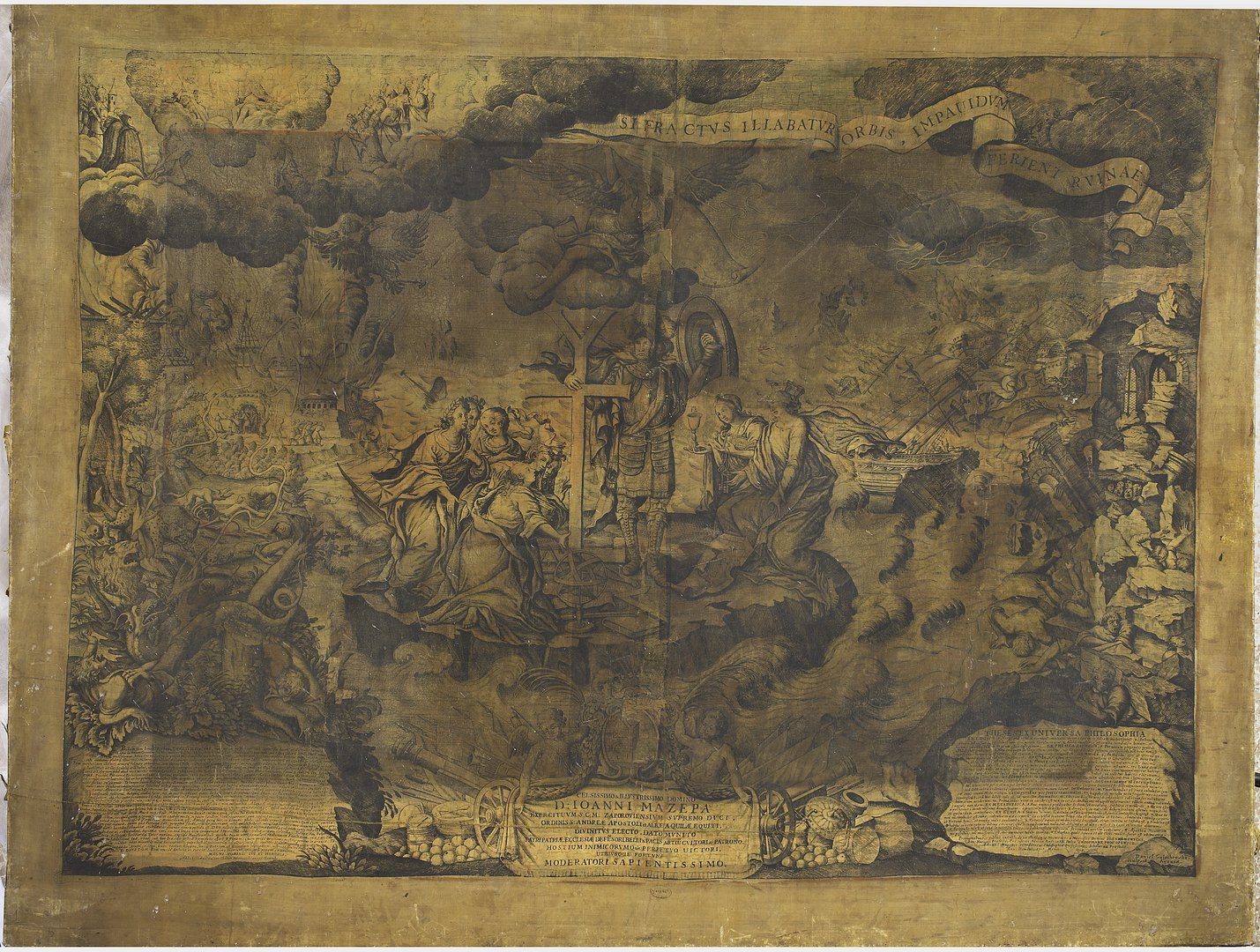
Гравюра "Апофеоз Мазепи", 1708 р. Національний музей у Варшаві
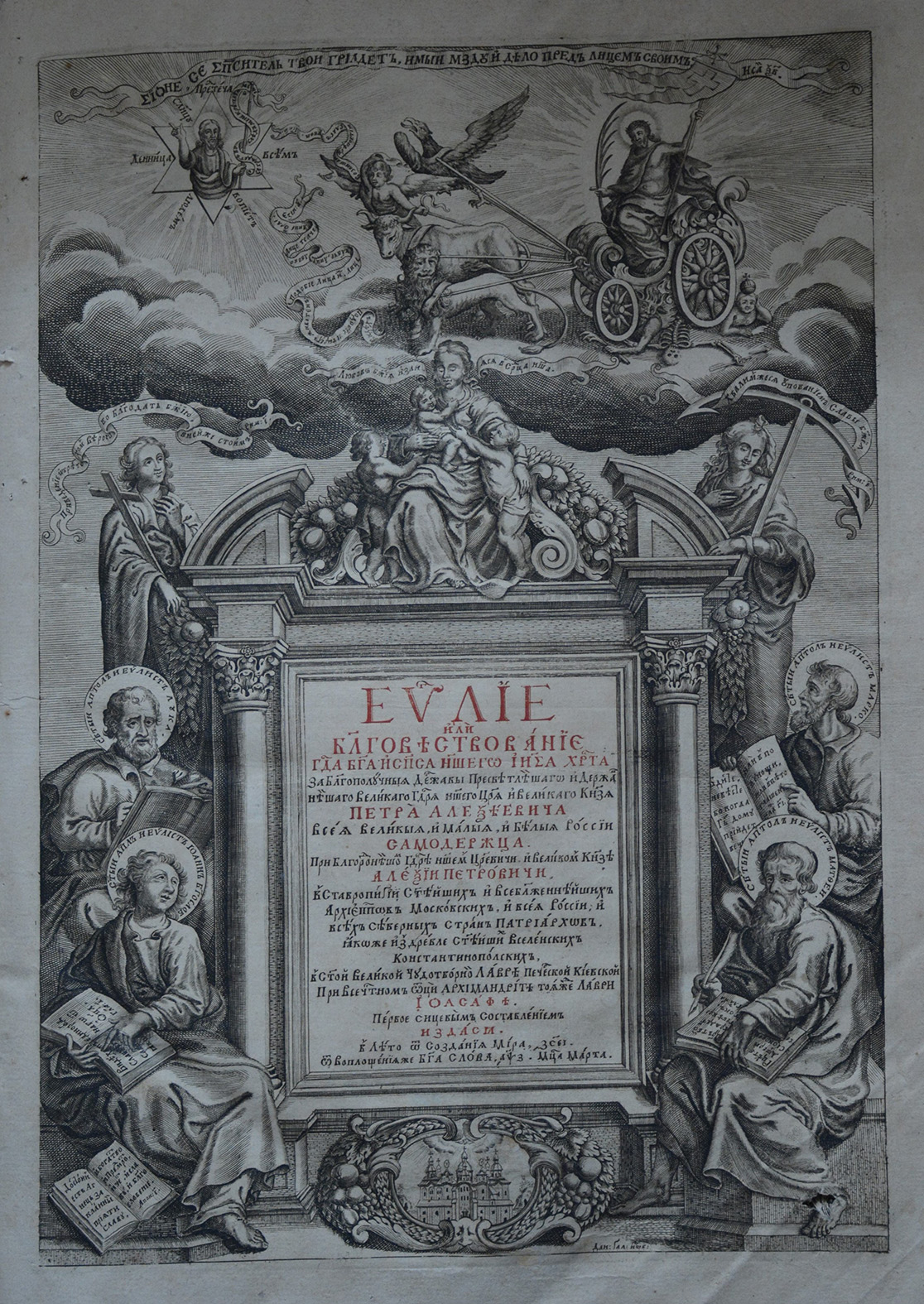
Гравюра у лаврському євангеліє 1707 року
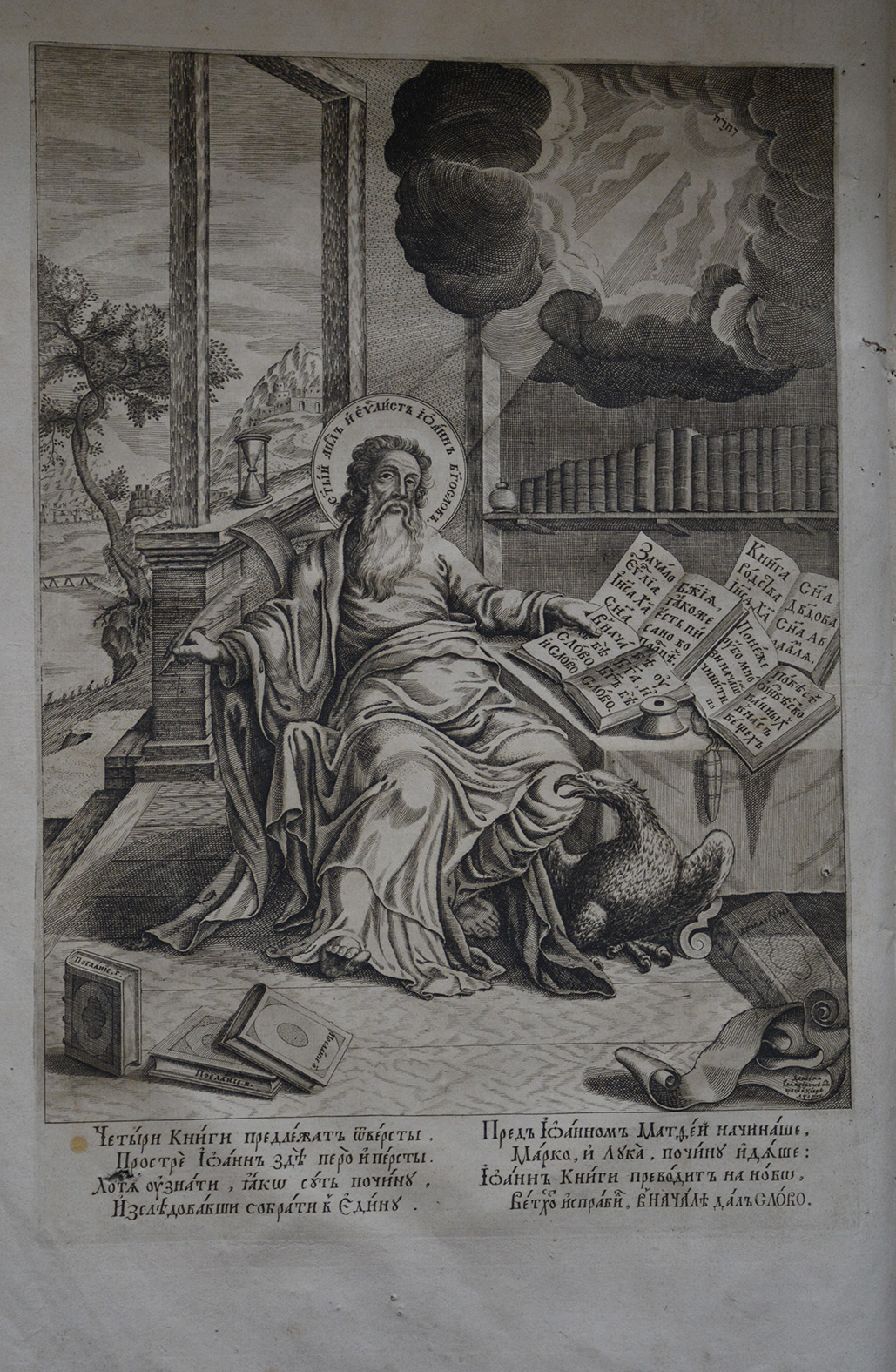
Гравюра у лаврському євангеліє 1707 року